# Anici Probe Faust (cònsol 490)
Anici Probe Faust Níger (floruit 490 – 512) va ser un polític de l'Imperi Romà d'Occident que va exercir com a cònsol el 490, juntament amb Longí, i com a prefecte del pretori d'Itàlia del 509 al 512.
Faust era fill de Gennadi Aviè, membre d'una antiga i noble família romana que remuntava els seus orígens a Marc Valeri Messal·la Corví, cònsol de l'any 59. Se sap que va tenir dos fills, Rufi Magnus Faustus Avienus cònsol el 502, i Ennodi Messala cònsol el 506.
Faust podria ser el mateix excònsol que Faust esmenta al Liber Pontificalis com l'únic aristòcrata que va donar suport al papa Símmac en el seu conflicte amb l'antipapa Laurenci durant els anys 502–506.